# Litehu
Litehu ist ein Verwaltungsbezirk (englisch Ward) des Distrikts Tandahimba in der tansanischen Region Mtwara.

## Geografie
Litehu liegt im Südosten von Tansania etwa 30 Kilometer Luftlinie nordnordwestlich der Distrikthauptstadt Tandahimba. Der Bezirk grenzt im Nordosten an Nahukahuka und im Osten an Mandwanga, die beide zur Region Lindi gehören. Es grenzt im Süden an Mkonjowano, im Südwesten an Luagala und im Nordwesten an Ngunja. Bei der Volkszählung 2022 lebten 6793 Menschen in 2023 Haushalten auf einer Fläche von 92 Quadratkilometern.

## Gliederung
Der Bezirk besteht aus vier Gemeinden (Mtaa) mit 16 Orten (Kitongoji):
| Litehu - Nankong'o - Mwenge - Mikocheni - Litehu - Miembemiwili | Mmeda - Usalama - Mnazini - Misri | Mabeti - Mnazini - Misufini - Mabeti - Mputo | Libobe - Nyerere - Karume - Kawawa - Nangwanda |

## Gesundheit
In der Gemeinde Litehu befindet sich ein staatliches Gesundheitszentrum.